# إقامة (طب)

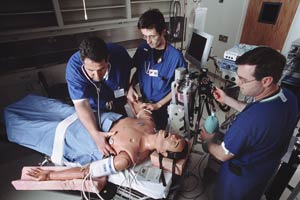

الإقامة (بالإنجليزية: Residency)‏ هي مرحلة من التدريب في الدراسات الطبية العليا. الطبيب المقيم أو المقيم ويسمى أيضاً المسجل للتخصص هو الشخص الذي حصل على شهادة طبية (إما دكتور في الطب أو دكتوراه في الطب التقويمي (و.م.أ فقط) أو بكالوريوس في الطب) والذي يمارس الطب تحت إشراف أطباء مرخصين بشكل كامل، عادة في المستشفى أو العيادة.

## المصطلح
يُشار إلى الطبيب المقيم بشكل أكثر شيوعًا على أنه مقيم أو مسؤول المنزل (في دول الكومنولث)، يأتي هذا المصطلح من حقيقة أن الأطباء المقيمين يقضون تقليديًا معظم تدريبهم «في المنزل» (أي المستشفى).
يمكن أن تتراوح مدة الإقامة من ثلاث سنوات إلى سبع سنوات، حسب البرنامج والتخصص. تبدأ سنة الإقامة بين أواخر يونيو وأوائل يوليو اعتمادًا على البرنامج الفردي وتنتهي بعد عام واحد. في الولايات المتحدة، تُعرف السنة الأولى من الإقامة بأنها فترة تدريب مع هؤلاء الأطباء الذين يطلق عليهم «المتدربون». اعتمادًا على عدد السنوات التي يتطلبها التخصص، قد يشير مصطلح المقيم المبتدئ إلى المقيمين الذين لم يكملوا نصف إقامتهم. المقيم الكبير هو المقيم في السنة الأخيرة من إقامته، على الرغم من أن هذا قد يختلف. تشير بعض برامج الإقامة إلى المقيمين في سنتهم الأخيرة بمصطلح المقيم الرئيس (عادةً في الفروع الجراحية). بدلاً من ذلك، قد يستخدم مصطلح المقيم الرئيس المقيم الذي تم اختياره لتمديد إقامته لمدة عام واحد وتنظيم الأنشطة وتدريب المقيمين الآخرين (عادةً في الطب الباطني وطب الأطفال).
إذا أنهى طبيب فترة إقامته وقرر مواصلة تعليمه في الزمالة، فيتم الإشارة إليه على أنه «زميل». يُشار إلى الأطباء الذين أكملوا تدريبهم بالكامل في مجال معين على أنهم أطباء معالجون أو مستشارون (في دول الكومنولث). ومع ذلك، لا تنطبق التسمية المذكورة أعلاه إلا في المعاهد التعليمية التي يتم فيها تحديد فترة التدريب مسبقًا. في المستشفيات المملوكة للقطاع الخاص وغير التدريبية، في بعض البلدان، قد تعكس المصطلحات المذكورة أعلاه مستوى المسؤولية التي يتحملها الطبيب بدلاً من مستوى تعليمه.
إذا أنهى طبيب فترة إقامته وقرر مواصلة تعليمه في الزمالة، فيتم الإشارة إليه على أنه «زميل». يُشار إلى الأطباء الذين أكملوا تدريبهم بالكامل في مجال معين على أنهم أطباء معالجون أو إستشاريون (في دول الكومنولث). ومع ذلك، لا تنطبق التسمية المذكورة أعلاه إلا في المعاهد التعليمية التي يتم فيها تحديد فترة التدريب مسبقًا. في المستشفيات المملوكة للقطاع الخاص وغير التدريبية، في بعض البلدان، قد تعكس المصطلحات المذكورة أعلاه مستوى المسؤولية التي يتحملها الطبيب بدلاً من مستوى تعليمه.

## الولايات المتحدة الأمريكية
يخضع الترخيص الطبي في الولايات المتحدة لمجالس طبية خاصة بالولاية. في معظم الولايات، يحصل خريجو كليات الطب الأمريكية على رخصة طبية كاملة بعد اجتياز الخطوة الثالثة من امتحان الترخيص الطبي الأمريكي، وسنة واحدة على الأقل من التعليم بعد التخرج (على سبيل المثال: سنة واحدة من الإقامة، وتسمى عادةً بالتدريب الداخلي). في معظم الولايات، يطلب من خريجي الطب الدوليين فترات تدريب أطول بالإضافة إلى اجتياز الخطوة الثالثة والأخيرة من امتحان الترخيص الطبي الأمريكي، للحصول على ترخيص طبي كامل. يمكن لمن هم في برامج الإقامة، ولكنهم يملكون تراخيص طبية كاملة، ممارسة الطب دون إشراف في بعض الأماكن -كمراكز الرعاية العاجلة والمستشفيات الريفية. بشكل عام، يشرف الأطباء المعالجون على المقيمين، ويجب عليهم الموافقة على جميع قراراتهم.

### اختيار التخصص
تختلف التخصصات المختلفة في مدة التدريب، وتوافر الشواغر والخيارات. تتطلب برامج الإقامة المتخصصة إتمام تدريب تتراوح مدته من ثلاث سنوات لطب الأسرة إلى سبع سنوات لجراحة الأعصاب. لا يشمل هذا الزمالة التي قد تكون مطلوبة بعد الإقامة للحصول على تخصص فرعي أدق. في عام 2015، توفر نحو 7000 شاغر في الطب الباطني مقارنةً بنحو 400 شاغر للأمراض الجلدية. وفيما يتعلق بالخيارات، قد تتراوح برامج الإقامة المتخصصة على الصعيد الوطني من أكثر من 400 (طب باطني) إلى 26 برنامج فقط للجراحة الصدرية المدمجة.
يختار المقيمون المستشفى التعليمي حيث يريدون أداء إقامتهم بناءً على العديد من العوامل، وهذا يتضمن التخصصات الطبية التي تقدمها المستشفى وسمعتها ومؤهلاتها. يوضح الجدول التالي التخصصات الطبية ومدة التدريب اللازمة لكل منها، حسب ما أوردته الجمعية الطبية الأمريكية في عام 2021.
| مدة تدريب اللازمة للإقامة الطبية في الولايات المتحدة | |
| السنوات                                              | التخصص الطبي |
| ثلاث                                                 | طب الطوارئ (بعضها) طب الأسرة الطب الباطني علم الوراثة الطبية وعلم الجينوم الطب التقويمي العظمي والجهاز العضلي الهيكلي (قد تصل إلى خمس سنوات حسب البرنامج) طب الأطفال الطب الوقائي      |
| أربع                                                 | علم التخدير طب الطوارئ (بعضها) الطب الباطني- طب الأطفال الطب النووي طب التوليد والنسائيات طب العيون طب الجلد طب الجهاز العصبي للبالغين الطب النفسي                                     |
| خمس                                                  | طب الجهاز العصبي للأطفال علم الأشعة التشخيصية جراحة العظام طب الأنف والأذن والحنجرة- جراحة الرأس والرقبة علاج بالأشعة جراحة عامة طب الجهاز البولي جراحة الأوعية                        |
| ست                                                   | الجراحة التجميلية –مدمجة علم الأشعة التدخلي (تصل إلى سبع سنوات حسب البرنامج) جراحة القلب والصدر (تصل إلى سبع سنوات حسب البرنامج) جراحة الفم والوجه والفكين (4 أو 6 سنوات حسب البرنامج) |
| سبع                                                  | جراحة الأعصاب |